# Resolution 550 des UN-Sicherheitsrates
Die Resolution 550 des UN-Sicherheitsrates vom 11. Mai 1984 befasst sich mit der Situation in Zypern.
Am 15. November 1983 hatte der türkisch-zypriotische Politiker Rauf Denktaş im von den türkischen Streitkräften seit dem 20. Juli 1974 in der Operation Attila militärisch besetzten Norden der Mittelmeerinsel Zypern die Türkische Republik Nordzypern proklamiert. Drei Tage später, am 18. November 1983, hatte der Sicherheitsrat der Vereinten Nationen diese Proklamation und die Abspaltung verurteilt und deren Rücknahme gefordert.
Am 11. Mai 1984 befasste sich der Sicherheitsrat erneut mit der politischen Situation in Zypern und verabschiedete während dieser seiner 2539. Sitzung mit 13 Stimmen, einer Gegenstimme (Pakistan) und 1 Enthaltung (Vereinigte Staaten von Amerika) folgende Resolution:

## Resolutionstext
Der Sicherheitsrat,
- nachdem er auf Bitten der Regierung der Republik Zypern die Situation in Zypern geprüft hat,
- nachdem er die Ausführungen des Präsidenten der Republik Zypern gehört hat,
- den Bericht des Generalsekretärs zur Kenntnis nehmend,
- seine Resolutionen 365 (1974), 367 (1975), 541 (1983) und 544 (1983) in Erinnerung rufend,
- zutiefst bedauernd, dass seine Resolutionen nicht implementiert wurden, insbesondere Resolution 541 (1983),
- zutiefst besorgt über weitere sezessionistische Handlungen im besetzten Teil der Republik Zypern, die der Resolution 541 (1983) zuwiderhandeln, namentlich der angebliche Austausch von Botschaftern zwischen der Türkei und der rechtlich ungültigen „Türkischen Republik Nordzypern“ sowie das in Betracht gezogene „Referendum über die Verfassung“ und die „Wahlen“, sowie andere Handlungen oder Handlungsdrohungen mit dem Ziel, den angeblichen unabhängigen Staat zu festigen und die Teilung Zyperns zu vertiefen,
- zutiefst besorgt über die jüngsten Drohungen einer Besiedlung von Varoscha durch andere Personen als seine Einwohner,
- unter Bekräftigung seiner anhaltenden Unterstützung für die UN-Friedenstruppe in Zypern,

1. unterstreicht seine Resolution 541 (1983) und fordert ihre dringende und nachhaltige Umsetzung,
2. verurteilt sämtliche sezessionistischen Handlungen, einschließlich des angeblichen Austauschs von Botschaftern zwischen der Türkei und der türkisch-zypriotischen Führung, erklärt diese für illegal und ungültig und fordert deren sofortige Rücknahme,
3. wiederholt seinen Appell an alle Staaten, die durch sezessionistische Handlungen errichtete sogenannte „Türkische Republik Nordzypern“ nicht anzuerkennen und appelliert an sie, das sezessionistische Gebilde in keiner Weise Erleichterungen zu gewähren oder es zu unterstützen,
4. fordert alle Staaten auf, die Souveränität, Unabhängigkeit, territoriale Integrität und Blockfreiheit der Republik Zypern zu respektieren,
5. betrachtet Versuche in Varosha andere Personen als seine Einwohner anzusiedeln als unakzeptabel und fordert die Überstellung dieses Gebiets unter die Verwaltung der Vereinten Nationen,
6. betrachtet jeglichen Versuch der Einmischung in den Status oder die Stationierung der UN-Friedenstruppe in Zypern als Zuwiderhandlung gegen die Resolutionen der Vereinten Nationen,
7. bittet den Generalsekretär, die dringende Umsetzung der Resolution des Sicherheitsrates 541 (1983) voranzutreiben,
8. bestätigt das dem UN-Generalsekretär erteilte Mandat und bittet ihn, neue Versuche zu unternehmen hinsichtlich einer umfassenden Lösung des Zypernproblems, in Übereinstimmung mit den Prinzipien der UN-Charta und den Bestimmungen für eine solche Lösung, wie sie in den relevanten UN-Resolutionen, einschließlich Resolution 541 (1983) und der vorliegenden Resolution, festgelegt wurden,
9. fordert alle Parteien zur Zusammenarbeit mit dem Generalsekretär in seinen Bemühungen auf,
10. beschließt mit der Situation befasst zu bleiben, mit der Option, dringende und geeignete Maßnahmen zu ergreifen für den Fall der Nicht-Implementierung von Resolution 541 (1983) sowie dieser Resolution,
11. bittet den Generalsekretär, die Implementierung der vorliegenden Resolution voranzutreiben und dem Sicherheitsrat darüber zu berichten, wenn Entwicklungen dies erfordern.